# さわやか福祉財団
公益財団法人さわやか福祉財団（さわやかふくしざいだん）とは、弁護士・元検察官の堀田力が1991年に設立した公益財団法人。「ふれあいの論理を貫く」という理念を掲げ、「ふれあい切符」と呼ばれる時間預託制度を推進している。